# Подорож (фільм, 1966)
«Подорож» (рос. «Путешествие») — радянський чорно-білий кіноальманах з трьох новел 1966 року, знятий режисерами Інессою Селезньовою, Інною Туманян і Джеммою Фірсовою на кіностудії «Мосфільм».

## Сюжет
Кіноальманах за оповіданнями Василя Аксьонова: «Тату, склади!», «Сніданки сорок третього року», «На півшляху до Місяця».

### «Сніданки сорок третього року»
Тридцятирічний герой, зустрівши в поїзді людину, яка нагадала йому кривдника з минулого життя, згадує військове дитинство…

### «На півшляху до Місяця»
Шофер тайгового ліспромгоспу Кирпиченко летить із Хабаровська до Москви транзитом на Південь. Випадкова зустріч у літаку зі стюардесою зумовлює його долю: літати цим маршрутом туди й назад, поки не закінчаться гроші.

### «Тату, склади!»
Колишній футболіст Сергій підбиває невтішні підсумки свого тридцятирічного життя.

## У ролях
- Володимир Рецептер — Сергій («Тату, склади!»)
- Олексій Ейбоженко — Петро («Сніданки сорок третього року»)
- Анатолій Азо — Валерій Кирпиченко («На півшляху до Місяця»)
- Світлана Скорая — Оля, дочка Сергія («Тату, склади!»)
- Анастасія Вознесенська — Алла, дружина Сергія («Тату, склади!»)
- Василь Ліванов — Гена, журналіст, приятель Сергія («Тату, склади!»)
- В'ячеслав Невинний — Вяча, приятель Сергія, робітник («Тату, склади!»)
- Володимир Ферапонтов — приятель Сергія з гітарою, спортивний вболівальник («Тату, склади!»)
- Арнольд Колокольников — приятель Сергія («Тату, склади!»)
- Олег Смирнов — епізод («Тату, склади!»)
- Олександр Петров — приятель Сергія, спортивний уболівальник («Тату, склади!»)
- В. Юрковський — епізод («Тату, склади!»)
- Валентина Ананьїна — продавчиня в зоомагазині («Тату, склади!»)
- Володимир Удалов — Ігор, приятель Сергія, спортивний уболівальник («Тату, склади!»)
- Всеволод Ларіонов — «Він» («Сніданки сорок третього року»)
- Володимир Басов — пасажир, фронтовик, що напився («Сніданки сорок третього року»)
- Павло Борискін — Петро (у дитинстві) («Сніданки сорок третього року»)
- Рональд Гравіс — «Він» (у дитинстві) («Сніданки сорок третього року»)
- Микола Пиркін — Льока («Сніданки сорок третього року»)
- Борис Кукушкін — Козак («Сніданки сорок третього року»)
- Олена Брацлавська — Таня, стюардеса («На півшляху до Місяця»)
- Наталія Суровєгіна — Лариска («На півшляху до Місяця»)
- Лев Дуров — Банін, брат Лариски («На півшляху до Місяця»)
- Валерій Носик — морячок («На півшляху до Місяця»)
- Василь Аксьонов — Петро, письменник («На півшляху до Місяця»)
- Майя Булгакова — тітка («Сніданки сорок третього року»)
- Тамара Логінова — матір, Аня («Сніданки сорок третього року»)
- Олексій Строєв — офіціант у вагоні-ресторані («Сніданки сорок третього року»)
- Ігор Бастриков — епізод («На півшляху до Місяця»)
- Людмила Бауліна — епізод («На півшляху до Місяця»)
- І. Долгополова — епізод («На півшляху до Місяця»)
- А. Куріцин — епізод («На півшляху до Місяця»)
- Андрій Ладинін — пасажир («На півшляху до Місяця»)
- Неллі Снєгіна — епізод («На півшляху до Місяця»)
- Олена Філатова — епізод («На півшляху до Місяця»)
- Роман Ткачук — відвідувач пивної («Тату, склади!»)
- Вадим Зобін — хлопець із гітарою («Сніданки сорок третього року», «Тату, склади!»)
- Віктор Маркін — Маневич («На півшляху до Місяця»)
- Олександр Подзоров — пілот («На півшляху до Місяця»)
- Марія Стернікова — епізод («На півшляху до Місяця»)
- Марина Гуткович — стюардеса («На півшляху до Місяця»)

## Знімальна група
- Режисерки — Інесса Селезньова, Інна Туманян, Джемма Фірсова
- Сценарист — Василь Аксьонов
- Оператори — Євген Васильєв, Олександр Дубінський, Аркадій Кольцатий
- Композитори — Георгій Фіртич, Микола Каретников
- Художник — Фелікс Богуславський